# Камполатаро
Камполата̀ро (на италиански: Campolattaro; на неаполитански: Cambulattar', Камбулатаръ) е село и община в Южна Италия, провинция Беневенто, регион Кампания. Разположено е на 430 m надморска височина. Населението на общината е 1090 души (към 2010 г.).